# Papa Alassane Ndiaye
Papa Alassane Ndiaye (sinh ngày 15 tháng 3 năm 1993) là một cầu thủ bóng đá người Sénégal thi đấu cho Trofense ở vị trí hậu vệ.

## Sự nghiệp bóng đá
Vào ngày 13 tháng 8 năm 2014, Ndiaye có màn ra mắt cho Trofense trong trận đấu tại Cúp Liên đoàn bóng đá Bồ Đào Nha 2014–15 trước Atlético.